# Lance Hunter
Lancelot "Lance" Hunter es un personaje ﬁcticio que aparece en los cómics estadounidenses publicados por Marvel Comics. Apareció por primera vez en Capitán Britania Semanal # 19 (16 de febrero de 1977) y fue creado por el escritor Gary Friedrich y el dibujante Herb Trimpe.
Hunter es un comandante de la Marina Real que se convirtió en el director de S.T.R.I.K.E., para después ganar el rango de Comodoro y convertirse en el presidente de Comité de Conjunto de Inteligencia.
El personaje hizo su debut de acción en vivo en la serie de televisión Agents of S.H.I.E.L.D. de Universo cinematográfico de Marvel, interpretado por Nick Blood.

## Biografía ficticia en los cómics
Después de que Tod Radcliffe, un traidor de la reserva táctica para emergencias internacionales, que trabajaba en secreto para Red Skull, fuera expuesto, el comandante Lance Hunter se presentó como el nuevo director de S.T.R.I.K.E. a Nick Fury. Los agentes de S.H.I.E.L.D. y S.T.R.I.K.E. trabajaron juntos para rastrear las actividades nazis de Red Skull. Entonces, se reveló que Red Skull había secuestrado al primer ministro británico, James Callaghan, y se había plantado una bomba germen sobre Londres para ser detonada a la medianoche. Hunter, ayudado por Fury y los respectivos superhéroes, Capitán Britania y el Capitán América, detuvieron la bomba que había sido colocada en la aguja de los minutos del Big Ben y frustraron los planes de Red Skull.
Hunter ayudó al Capitán Britania en la captura del bandido Señor Hawk, y luego llevó al héroe herido a la sede de S.T.R.I.K.E. para recuperarse. Sin embargo, el espíritu del Capitán Britania fue convocado a la distancia por Merlín, donde realizó una batalla con un gigantesco monstruo. Las lesiones sufridas en este espíritu fueron transferidas al cuerpo real del Capitán. Hunter ordenó a los médicos a seguir trabajando para salvar al héroe herido. Cuando Hunter ﬁnalmente admitió la derrota al lado de la cama del cuerpo sin vida del Capitán Britania, el capitán regresó al mundo real y salió de la base.
Algún tiempo después, S.T.R.I.K.E. se disolvió, Hunter ganó el rango de Comodoro y fue visto junto a la Contessa Valentina Allegro de Fontaine y Alistaire Stuart. Trabajó informando sobre superhumanos británicos para que éstos fueran consignados en la británica Ley de Registro de Superhumanos Británicos. Después de la invasión Skrull a la Tierra, y la revelación de que el entonces líder del Comité de Conjunto de Inteligencia era en realidad un Skrull impostor, Hunter se convirtió en el nuevo Presidente de la organización.
Hunter accedió a que la División Europea de S.H.I.E.L.D. se hiciera cargo de la limpieza cuando Mys-Tech fue derrotado, ya que el MI-13 no tenía los recursos. Se aprobó mantener al MI-13 fuera del circuito por completo, lo cual enfureció a Pete Wisdom cuando se dio cuenta.
Hunter aparece como personaje secundario en la serie Mockingbird 2016. Él es reintroducido como un hombre mucho más joven y se le da una conexión romántica con Pájaro Burlón, haciéndose eco de la adaptación de acción en vivo del personaje en Agents of Shield.

## Poderes y habilidades
Lance Hunter tiene años de entrenamiento naval, con una experiencia en municiones, así como la experiencia en el espionaje de trabajar para la inteligencia británica.

## Otras versiones
En Tierra-22110, Lance Hunter es un fusilero. Es un miembro del Capitán Gran Bretaña.

## En otros medios

### Televisión
- Lance Hunter aparece como un personaje regular en la segunda temporada de Agents of S.H.I.E.L.D., interpretado por el actor inglés Nick Blood. Debutó en el primer episodio de la segunda temporada, titulado "Shadows", como un mercenario que trabaja para Phil Coulson, director de S.H.I.E.L.D., y amigo de Isabelle Hartley (interpretada en la serie por Lucy Lawless).[12][13] En el episodio "Heavy Is the Head" se revela que Hunter fue un miembro condecorado de las fuerzas especiales británicas SAS antes de volverse independiente por su cuenta.[14] Al ﬁnal del episodio, Coulson lo recluta formalmente como un agente de S.H.I.E.L.D. En el episodio "A Hen in the Wolf House", se revela que estuvo casado anteriormente con Pájaro Burlón, quien también se une a causar tensión, pero luego la reconciliación entre los dos.[15] Más adelante, en el episodio "Parting Shot", de la tercera temporada, Hunter y Bobbi se ven obligados a abandonar S.H.I.E.L.D. después de que ambos son capturados por las fuerzas rusas en Siberia y casi causan un incidente internacional.[16] En septiembre de 2017, se anunció que Blood volverá como Hunter en la quinta temporada de Agents of S.H.I.E.L.D.[17] Vuelve brevemente en el episodio de la quinta temporada, "Rewind", donde se hace pasar por abogado para sacar a Fitz de la custodia de la General Hale. Hunter luego ayuda a Fitz a tratar de reunirlo con su equipo que está atrapado en el futuro.[18]
- A finales de la temporada 2 se informó que Blood aparecería en una serie spin-off junto con Adrianne Palicki como Bobbi Morse.[19] El desarrollo de la serie spin-off se suspendió indefinidamente, lo que significa que Lance y Bobbi Morse permanecieron como asiduos de la serie Agents of S.H.I.E.L.D. para la temporada 3.[20]Variety anunció que la serie fue ordenada por la red bajo el título Marvel's Most Wanted.[21] El 12 de mayo de 2016 ABC anunció que Marvel's Most Wanted no se producirá.[22]